# Michael Endara
Michael Endara (Guayaquil, 13 de agosto de 1987) es un futbolista ecuatoriano que juega de volante y su equipo actual es el Guayaquil Sport Club de la Serie B de Ecuador.

## Trayectoria
Michael Endara se inició desde muy pequeño en Filancard Futbol Club. Después fue adquirido para que juegue en las inferiores del Club Sport Emelec y pasó al primer plantel en 2005, año en el que debutó.
Ese año, jugando un clásico del Astillero de las divisiones menores, sufrió una grave lesión que lo alejó de las canchas un buen tiempo. En 2006, volvió a jugar en las divisiones menores y en 2007 volvió a primera. A mediados de 2008, fue cedido a préstamo a la LDU de Loja.
Para el año 2010, Endara es contratado por el vicecampeón del fútbol ecuatoriano el Deportivo Cuenca, equipo con el que disputó el Campeonato Nacional y la Copa Libertadores de América.

## Clubes
| Club                  | País    | Año       |
| --------------------- | ------- | --------- |
| Filancard F. C.       | Ecuador | 1996-2001 |
| Emelec                | Ecuador | 2001-2008 |
| LDU de Loja           | Ecuador | 2008-2009 |
| Deportivo Cuenca      | Ecuador | 2009-2010 |
| Técnico Universitario | Ecuador | 2011      |
| Macará                | Ecuador | 2012-2014 |
| Delfín S. C.          | Ecuador | 2015      |
| Mushuc Runa           | Ecuador | 2016      |
| Fuerza Amarilla       | Ecuador | 2017      |
| Mushuc Runa           | Ecuador | 2018      |
| Manta F. C.           | Ecuador | 2019      |
| Guayaquil Sport       | Ecuador | 2020-act. |

## Palmarés

### Campeonatos nacionales
Serie B de Ecuador Técnico Universitario 2011 Campeón 

| Título  | Club                  | País    | Año  |
| ------- | --------------------- | ------- | ---- |
| Serie B | Técnico Universitario | Ecuador | 2011 |
| Serie B | Delfín S. C.          | Ecuador | 2017 |
| Serie B | Mushuc Runa           | Ecuador | 2018 |